# Rituales incas
Los incas fueron grandes conquistadores que tomaron varias regiones de la cordillera de los Andes; zona a la que llamaron el Tahuantinsuyo y que estaba conformado por los países: Perú, Ecuador, Bolivia, Chile y Norte de Argentina.
Este era un pueblo civilizado que tenía sus propias políticas, economía, creencias y rituales; y antes de que llegaran los españoles tenían su propia religión incaica.
Eran un pueblo muy creyente a sus dioses y a ellos le dedicaban cada uno de sus trabajos diarios por medio de rituales, donde se ofrecían para rendir culto a sus dioses.

## Dioses principales incas
- Huiracocha o Viracocha, también llamado el dios de los báculos o de las varas, y   era considerado el "dios que ordenó el mundo", la Divinidad del cielo. Es al único que no se le realizaba tributo porque al ser nominado el creador se entendía que él ya lo tenía todo.

- Inti es el nombre del sol, era el dios al que más veneraban los Incas, y al que se lo sigue celebrando por parte de grupos indígenas en Perú, ya que es una cultura muy enraizada en esta zona. El ritual que se realiza es más bien una celebración, a la que llaman la fiesta del sol que se festeja cada Solsticio. Asimismo, en la época de los Incas entregaban como ofrendas oro, plata, ganado y a las vírgenes del sol, también llamadas Acllas, como representantes e hijas del dios.

- Pachamama, pacha del término en Aimara y Quechua que significa tierra, universo, tiempo, época y mama que significa madre, aunque se la representaba como a una niña que vivía en el interior de la tierra y las montañas. Los Incas invocaban a la Pachamama para hacer crecer las plantas, para que den frutos, para multiplicar el ganado, detener las heladas, las plagas y para dar suerte en la caza; y lo hacían a través de sacrificios y ofrendas, entre esas colocar dentro de un pozo una vasija de barro con chicha, coca, yicta, alcohol, cigarros con el propósito de  alimentarla y no recibir castigo.  En la actualidad, se sigue celebrando a esta diosa todos los 1 de agosto de cada año.

- Mama Quilla, la hermana y esposa del dios sol, era la Deidad de la luna y adorada por todas las mujeres de la comunidad Inca. A ella le dedicaban rezos y oraciones porque era la única capaz de amparar los temores y deseos. Asimismo, tenía su respectivo ritual que se realizaba en la fiesta del Coya Raymi, en el décimo mes del Calendario incaico, ahí pedían por su purificación con sacrificios como estar en ayuna y frotarse una pasta en diferentes partes del cuerpo que llevaba sangre de niños.

- Mama Cocha es la diosa del mar, esta deidad representaba todo lo femenino y era considerada la madre de los peces y los pescadores. Existía un ritual especial pero poco conocido, en las costas de Ecuador y Perú, que lo realizaban solo las mujeres de la comunidad Inca y consistía en darse baños de mar a la media noche para pedir por su belleza, feminidad y fertilidad. Además, se le entregaba ofrendas para que cuidara de su comunidad, para que no sufriera ningún castigo por parte de esta deidad y en las noches de luna llena celebraban la trinidad lunar.